# Evangelische Kirche Neunstetten

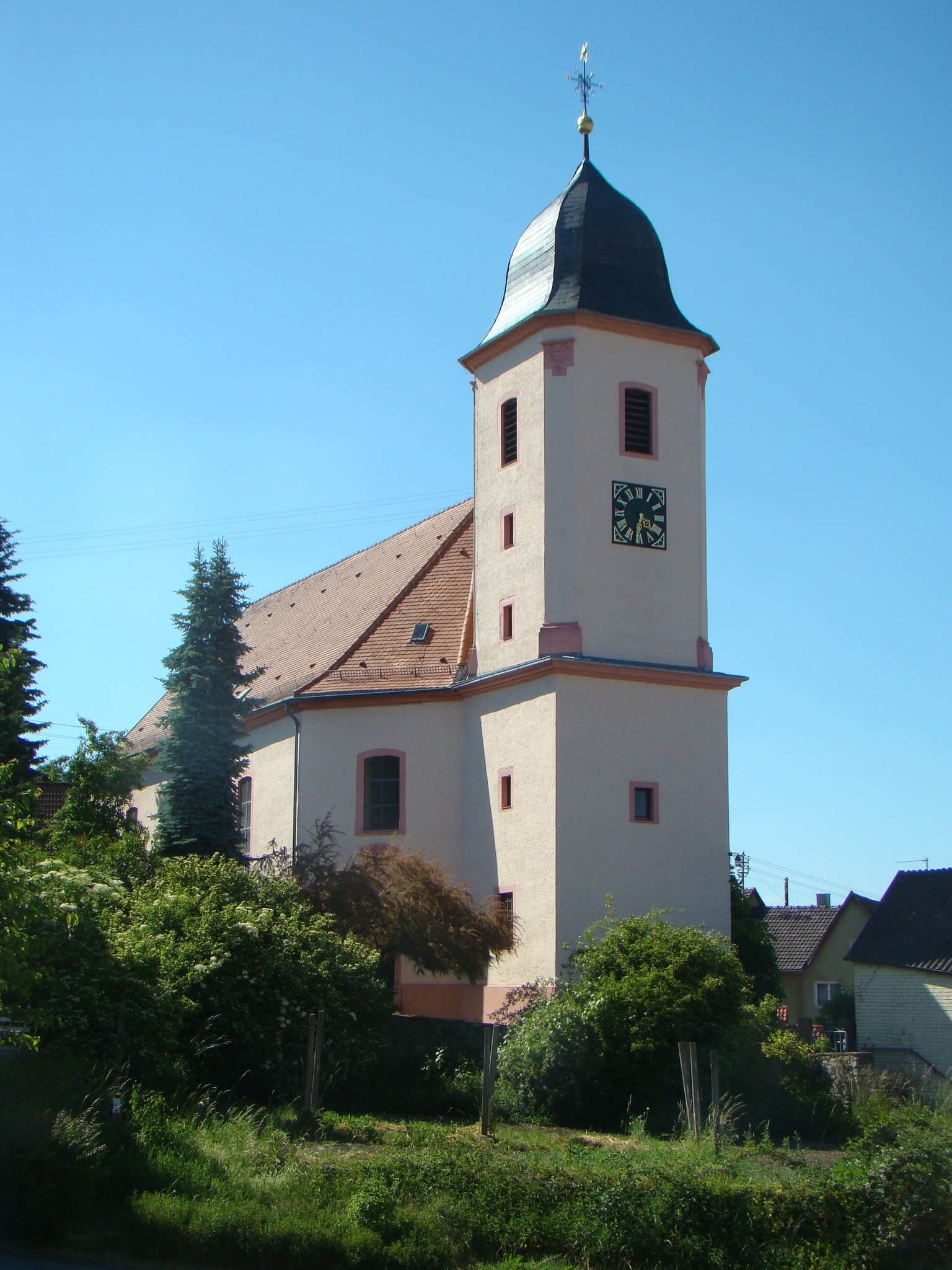
Evangelische Kirche in Neunstetten

Die Evangelische Kirche  in Neunstetten, einem Ortsteil der Stadt Krautheim im Hohenlohekreis in Baden-Württemberg, wurde 1758 erbaut. Die Kirche ist ein geschütztes Baudenkmal. Die Kirchengemeinde gehört zum Kirchenbezirk Adelsheim-Boxberg der Evangelischen Landeskirche in Baden.

## Geschichte
Die Kirchengemeinde Neunstetten ist durch den Ritter Götz von Berlichingen evangelisch geworden. Vom 16. bis zum Anfang des 20. Jahrhunderts hatten seine Nachkommen hier die Grundherrschaft inne. Die barocke Kirche wurde im Jahr 1758 von Friedrich von Berlichingen erbaut.